# Unter-Schönmattenwag
Unter-Schönmattenwag ist ein Ortsteil von Wald-Michelbach im südhessischen Landkreis Bergstraße.

## Geographie
Unter-Schönmattenwag liegt im Süden des hessischen Odenwaldes an der Grenze zu Baden-Württemberg auf der Ostseite des tief in die Höhen des Überwaldes eingeschnittenen Ulfenbachs, der nach Süden läuft und zuletzt über den Laxbach dem Neckar zufließt. Die Gemarkungsfläche wird für 1961 mit 2141 Hektar angegeben, davon 1716 Hektar Wald.
Auf der Gemarkung Unter-Schönmattenwag befinden sich außerhalb der Ortslage einige weitere Weiler und Wohnplätze. Im Talgrund des Ulfenbachs reihen sich von Norden nach Süden aneinander: Frankel, Korsika, Ludwigsdorf und kurz vor der Landesgrenze Flockenbusch. In einem kleinen Seitental westlich der beiden letztgenannten Siedlungen liegt Holmbach. Auf dem westlichen Höhenzug zwischen dem Kautzekopf und der Rinke liegt Schönbrunn in 481 Meter Höhe als höchstgelegene Ansiedlung von Unter-Schönmattenwag. Höchste Erhebung der Gemarkung ist an der Nordwestgrenze der Stillfüssel mit 568 Meter Höhe. Den niedrigsten Punkt bildet das Bett des Ulfenbachs an der Landesgrenze, der genau hier die Höhe von 200 Meter unterschreitet. Er ist gleichzeitig der niedrigste Punkt im ganzen Gemeindegebiet von Wald-Michelbach. Die Höhenzüge westlich und östlich des Ulfenbachs sind dicht bewaldet. Nur die Talgründe werden landwirtschaftlich genutzt.
Die nächstgelegenen Ortschaften sind Ober-Schönmattenwag im Norden und Heddesbach jenseits der Landesgrenze im Süden. Durch den Ort verläuft die Landesstraße 3105, die aus der Kerngemeinde kommend über Unter-Schönmattenwag, entlang des Ulfenbachs ins Baden-Württembergische Heddesbach führt.

## Geschichte

### Überblick
Das Dorf wird im Jahre 1012 in der latinisierten Form Spumosum Stagnum erstmals erwähnt. Zu übersetzen wäre dieser Name etwa mit Schäumendes Wasser. Dies ist letztlich auch die Bedeutung der Schreibweise Niederschemmechtenwage, die aus dem Jahr 1345 überliefert ist.
Anfangs standen Ober- und Unter-Schönmattenwag unter der Herrschaft der Herren von Hirschhorn und Landschad von Steinach. Später wurde Ober-Schönmattenwag an die Kurpfalz abgetreten, während Unter-Schönmattenwag zu Kurmainz kam. Während in der Pfalz die Reformation vollzogen wurde und Ober-Schönmattenwag somit evangelisch wurde, blieb Unter-Schönmattenwag katholisch.
Anlässlich der Gebietsreform in Hessen schloss sich die Gemeinde am 31. Dezember 1971 der Gemeinde Wald-Michelbach an. Für Unter-Schönmattenwag wurde ein Ortsbezirk mit Ortsbeirat und Ortsvorsteher eingerichtet.

### Verwaltung und Gerichte
Unter Mainzer Hoheit wurden Verwaltung und Gerichtsbarkeit über den Ort durch die „Amtsvogtei Hirschhorn“ ausgeübt. Sie war eine Verwaltungsinstanz im „Unteren Erzstift“ des „Kurfürstentums Mainz“.
Nachdem der Reichsdeputationshauptschluss von 1803 das „Oberamt Starkenburg“ der Landgrafschaft Hessen-Darmstadt zugewiesen hatte, wurden dort die „Amtsvogtei Horschhorn“ als hessisches Amt weitergeführt. Die Landgrafschaft Hessen-Darmstadt ging 1806 in dem unter dem Druck Napoléons zustande gekommenen Großherzogtum Hessen auf. Die Übergeordnete Verwaltungsbehörde war der „Regierungsbezirk Darmstadt“ der ab 1803 auch als „Fürstentum Starkenburg“ bezeichnet wurde.
Nach der endgültigen Niederlage Napoléons regelte der Wiener Kongress 1814/15 auch die territorialen Verhältnisse für Hessen, daraufhin wurden 1816 im Großherzogtum Hessen Provinzen gebildet. Dabei wurde das vorher als „Fürstentum Starkenburg“ bezeichnete Gebiet, das aus den südlich des Mains gelegenen alten Hessischen und den ab 1803 hinzugekommenen rechtsrheinischen Territorien bestand, in „Provinz Starkenburg“ umbenannt.
1821 wurden im Rahmen einer umfassenden Verwaltungsreform die Amtsvogteien in den Provinzen Starkenburg und Oberhessen des Großherzogtums aufgelöst und Landratsbezirke eingeführt, wobei Unter-Schönmattenwag zum Landratsbezirk Hirschhorn kam. Im Rahmen dieser Reform wurden auch Landgerichte geschaffen, die jetzt unabhängig von der Verwaltung waren. Die Landgerichtsbezirke entsprachen in ihrem Umfang den Landratsbezirken und im Landratsbezirk Hirschhorn war das Landgericht Hirschhorn in erster Instanz zuständig. Diese Reform ordnete auch die Verwaltung auf Gemeindeebene neu. So war die Bürgermeisterei in Unterschönmattenwaag auch für Corsika, Ludwigsdorf und Schönbrunn zuständig. Entsprechend der Gemeindeverordnung vom 30. Juni 1821 gab es keine Einsetzungen von Schultheißen mehr, sondern einen gewählten Ortsvorstand, der sich aus Bürgermeister, Beigeordneten und Gemeinderat zusammensetzte.
1832 wurden die Verwaltungseinheiten weiter vergrößert und es wurden Kreise geschaffen. Nach der am 20. August 1832 bekanntgegebenen Neugliederung sollte es in Süd-Starkenburg künftig nur noch die Kreise Bensheim und Lindenfels geben; der Landratsbezirk von Heppenheim sollte in den Kreis Bensheim fallen. Noch vor dem Inkrafttreten der Verordnung zum 15. Oktober 1832 wurde diese aber dahingehend revidiert, dass statt des Kreises Lindenfels neben dem Kreis Bensheim der Kreis Heppenheim als zweiter Kreis gebildet wurde, zu dem jetzt Unter-Schönmattenwag gehörte.
1842 wurde das Steuersystem im Großherzogtum reformiert und der Zehnte und die Grundrenten (Einnahmen aus Grundbesitz) wurden durch ein Steuersystem ersetzt, wie es in den Grundzügen heute noch existiert.
Infolge der Märzrevolution 1848 wurden mit dem „Gesetz über die Verhältnisse der Standesherren und adeligen Gerichtsherren“ vom 15. April 1848 die standesherrlichen Sonderrechte endgültig aufgehoben.
Darüber hinaus wurden in den Provinzen, die Kreise und die Landratsbezirke des Großherzogtums am 31. Juli 1848 abgeschafft und durch „Regierungsbezirke“ ersetzt, wobei die bisherigen Kreise Bensheim und Heppenheim zum Regierungsbezirk Heppenheim vereinigt wurden. Bereits vier Jahre später, im Laufe der Reaktionsära, kehrte man aber zur Einteilung in Kreise zurück und Unter-Schönmattenwag wurde Teil des neu geschaffenen Kreises Lindenfels.
Die im Dezember 1852 aufgenommenen Bevölkerungs- und Katasterlisten ergaben für Unterschönwattenwag: Katholisches Pfarrdorf mit 1187 Einwohnern. Dazu gehören zwei Mühlen. Die Gemarkung besteht aus 7384 Morgen, davon 889 Morgen Ackerland, 562 Morgen Wiesen und 5766 Morgen Wald.
In den Statistiken des Großherzogtums Hessen werden, bezogen auf Dezember 1867, für das Pfarrdorf Unter-Schönmattenwag mit eigener Bürgermeisterei 78 Häuser, 639 Einwohnern, der Kreis Lindenfels, das Landgericht Waldmichelbach (zuständig seit 1853), die evangelische Pfarrei Wald-Michelbach des Dekanats Lindenfels und die katholische Pfarrei Unter-Schönmattenwag des Dekanats Heppenheim, angegeben. Durch die Bürgermeisterei wurden außerdem der Weiler Flockenbusch (15 Häuser, 88 Einw.), das Filialdorf Ludwigsdorf (23 Häuser, 145 Einw.) und der Weiler Corsika (13 Häuser, 69 Einw.) verwaltet.
Nachdem das Großherzogtum Hessen ab 1871 Teil des Deutschen Reiches war, wurden 1874 eine Reihe von Verwaltungsreformen beschlossen. So wurden die landesständige Geschäftsordnung sowie die Verwaltung der Kreise und Provinzen durch Kreis- und Provinzialtage geregelt. Die Neuregelung trat am 12. Juli 1874 in Kraft und verfügte auch die Auflösung der Kreise Lindenfels und Wimpfen und die Wiedereingliederung von Unter-Schönmattenwag in den Kreis Heppenheim.
Die hessischen Provinzen Starkenburg, Rheinhessen und Oberhessen wurden 1937 nach der 1936 erfolgten Auflösung der Provinzial- und Kreistage aufgehoben. Zum 1. November 1938 trat dann eine umfassende Gebietsreform auf Kreisebene in Kraft. In der ehemaligen Provinz Starkenburg war der Kreis Bensheim besonders betroffen, da er aufgelöst und zum größten Teil dem Kreis Heppenheim zugeschlagen wurde. Der Kreis Heppenheim übernahm auch die Rechtsnachfolge des Kreises Bensheim und erhielt den neuen Namen Landkreis Bergstraße.
Das Großherzogtum Hessen war von 1815 bis 1866 ein Mitgliedsstaat des Deutschen Bundes und danach ein Bundesstaat des Deutschen Reiches. Es bestand bis 1919, nach dem Ersten Weltkrieg wurde das Großherzogtum zum republikanisch verfassten Volksstaat Hessen. 1945 nach Ende des Zweiten Weltkriegs befand sich das Gebiet des heutigen Hessen in der amerikanischen Besatzungszone und durch Weisung der Militärregierung entstand Groß-Hessen, aus dem das Bundesland Hessen in seinen heutigen Grenzen hervorging.
Im Jahr 1961 wurde die Gemarkungsgröße mit 2141 ha angegeben, davon waren 1786 ha Wald.
Im Zuge der Gebietsreform in Hessen wurde die bis dahin selbständige Gemeinde Unter-Schönmattenwag am 31. Dezember 1971 auf freiwilliger Basis in die Gemeinde Wald-Michelbach eingemeindet. Für Unter-Schönmattenwag wurde ein Ortsbezirk mit Ortsbeirat und Ortsvorsteher nach der Hessischen Gemeindeordnung eingerichtet.

### Gerichte in Hessen
Für Rechtsprechung der ersten Instanz war anfangs das Amt Hirschhorn zuständig. Das Hofgericht Darmstadt war für normale bürgerliche Streitsachen Gericht der zweiten Instanz, für standesherrliche Familienrechtssachen und Kriminalfälle die erste Instanz. Übergeordnet war das Oberappellationsgericht Darmstadt.
Anlässlich der Aufhebung der Ämter 1821. wurde das Landgericht Hirschhorn geschaffen, dessen Bezirk zunächst deckungsgleich mit dem Landratsbezirk Hirschhorn war und zu dem auch Unter-Schönmattenwag gehörte. Infolge der Neuordnung der Gerichtsbezirke in der Provinz Starkenburg zum 1. Juni 1853 wurde Unter-Schönmattenwag dem neu errichteten Landgericht Waldmichelbach zugeteilt. Anlässlich der Umsetzung des Gerichtsverfassungsgesetzes im Großherzogtum Hessen zum 1. Oktober 1879 war nun das Amtsgericht Wald-Michelbach im Bezirk des Landgerichts Darmstadt zuständig.
Nachdem das Amtsgericht Wald-Michelbach bereits 1943 vorübergehend zur Zweigstelle des Amtsgerichts Fürth herabgestuft worden war, kam es am 1. Juli 1968 zur endgültigen Auflösung dieses Gerichts und zur Eingliederung in den Amtsgerichtsbezirk Fürth.
Unter- und Ober-Schönmattenwag kamen aber zum Bezirk der Zweigstelle Hirschhorn (Neckar) des Amtsgerichts Fürth. Am 1. November 2003 wurde schließlich auch diese Zweigstelle aufgelöst.

### Historische Beschreibungen
Im Versuch einer vollständigen Geographisch-Historischen Beschreibung der Kurfürstl. Pfalz am Rheine findet sich 1786 über Unter-Schönmattenwag, als Teil des „Amtes Hirschhorn“:

„Unterschönmattenwag, dieses Dorf liegt tief im Odenwald an der großen Kerben - oder Ulfenbach, 2½ Stunde von Hirschhorn und gleich bei Oberschönmattenwag. Es gehört mit aller Gerechtigkeit, Vogte, Atzung, Frohndienst ec. zur Herrschaft Hirschhorn. Auch den Bannwein daselbst auf die Kirchweihe hatte die Herrschaft schon von Alters hergebracht. So wie desgleichen Frevel, Fastnachtshüner, Hauptrecht (Leibeigenschaftsrecht), Reiß und Folge; weiters ein Hundshaus, eine Hofstatt samt Scheuer ec. Dieses Dorf war vormals ein Filial von Heddesbach hatte aber seine eigene Kapelle, die von der Hirschhornischen Familie und mit Beisteuer der Ortsbewohner erbauet worden war (die Zeit ist nicht bekannt) zu dieser Kapelle stiftete im Jahr 1461 Melchior von Hirschhorn eine Pfründte oder Kaplanei und wieß die dazu nöthigen Gefalle an. Aus dieser Kapelle wurde in der Folge eine Pfarrkirche und Pfarrei. Das dasige herrschaftliche Guth samt Hof, Scheuer ec. kaufte das Kloster zu Hirschhorn im Jahr 1698 um 25 fl. von den Freiherrn von Metternich, welche es 162Z von Margaretha von Hirschhorn gebornen von Hatzfeld, ebenfalls käufflich erhalten hatten. Wahrscheinlich ist dieses Guth hernach zur Pfarrei daselbst gezogen worden. Im Jahr 1556 waren in Schönmattenwage 46 Häuser, dermalen sind aber darin 103 Hauser, worin 768 Seelen wohnen. Der Ort hat auch 2 Fruchtmühlen an der Kerbenbach und einen gemeinen Wald, der Hackwald genennt. Die herrschaftlichen Waldungen betrugen im Jahr 1556, 2268 Morgen; ob sie noch so beträchtlich sind ist mir unbekannt. Zur Handhabung der Forstordnung wohnt in Hirschhorn ein Oberförster, der 4 Reviere unter sich hat, nämlich: Hirschhorn, Gorxheim, Neckarsteinach und Waldmichelbach. Zum Gericht und der Pfarre Unterschönmattenwag gehört auch der Schönbrunnerhof, oder vielmehr der Weiler Schönbrunn, denn er besteht aus 6 Häusern mit 72 Seelen. Er ist herrschaftlich und erbbeständlich verliehen. Bei demselben ist auch eine Mühle und der erst neu angelegte Hof Corsica“

Die Statistisch-topographisch-historische Beschreibung des Großherzogthums Hessen berichtet 1829 über Unter-Schönmattenwag:

„Unterschönmattenwaag (L. Bez. Hirschhorn), kath. Pfarrdorf; liegt am Ulvenbach, 2 1⁄2 St. von Hirschhorn im Gebirg, hat 101 Haus, 835 Einw., die außer 17 Luth. und 3 Reform. kath sind, sodann eine Papiermühle und einen Markt jährlich. – Der Ort war früher ein Filial des nunmehr badischen Orts Heddesheim, hatte aber schon damals seine eigene Kapelle, die in der Folge zur Pfarrkirche erhoben wurde. Das Dorf kam 1802 von Mainz an Hessen.“

Im Neuestes und gründlichstes alphabetisches Lexicon der sämmtlichen Ortschaften der deutschen Bundesstaaten von 1845 heißt es:

„Unterschönmattenwaag b.Hirschhorn. – Katholisches Pfarrkirchdorf. – 101 H. 835 E. (incl. 20 Evangel.). – Großherzogth. Hessen. – Prov. Starkenburg. – Kr. Heppenheim. – Landgericht Hirschhorn. – Hofgericht Darmstadt. – Das Dorf Unterschönmattenwaag, am Ulvenbach, im Gebirge liegend, hat 1 Papiermühle
und hält einen Jahrmarkt. Der Ort ist im J. 1802 von Mainz an Hessen übergegangen.“

## Bevölkerung

### Einwohnerstruktur
Nach den Erhebungen des Zensus 2011 lebten am Stichtag dem 9. Mai 2011 in Unter-Schönmattenwag 981 Einwohner. Darunter waren 21 (2,1 %) Ausländer.
Nach dem Lebensalter waren 174 Einwohner unter 18 Jahren, 411 waren zwischen 18 und 49, 204 zwischen 50 und 64 und 195 Einwohner waren älter.
Die Einwohner lebten in 402 Haushalten. Davon waren 99 Singlehaushalte, 111 Paare ohne Kinder und 144 Paare mit Kindern, sowie 36 Alleinerziehende und 12 Wohngemeinschaften. In 87 Haushalten lebten ausschließlich Senioren und in 267 Haushaltungen leben keine Senioren.
Im Jahr 1961 wurden 115 evangelische  (11,39 %) und 881 katholische (87,23 %) Christen gezählt.

### Einwohnerentwicklung
| Unter-Schönmattenwag: Einwohnerzahlen von 1829 bis 2023 | Unter-Schönmattenwag: Einwohnerzahlen von 1829 bis 2023 | Unter-Schönmattenwag: Einwohnerzahlen von 1829 bis 2023 | Unter-Schönmattenwag: Einwohnerzahlen von 1829 bis 2023 | Unter-Schönmattenwag: Einwohnerzahlen von 1829 bis 2023 |
| --- | ------------------------------------------------------- | ------------------------------------------------------- | ------------------------------------------------------- | ------------------------------------------------------- |
| Jahr |                                                         |                                                         |                                                         | Einwohner                                               |
| 1829 | 1829                                                    |                                                         | 835                                                     | 835                                                     |
| 1834 | 1834                                                    |                                                         | 1.302                                                   | 1.302                                                   |
| 1840 | 1840                                                    |                                                         | 1.513                                                   | 1.513                                                   |
| 1846 | 1846                                                    |                                                         | 1.667                                                   | 1.667                                                   |
| 1852 | 1852                                                    |                                                         | 1.513                                                   | 1.513                                                   |
| 1858 | 1858                                                    |                                                         | 1.602                                                   | 1.602                                                   |
| 1864 | 1864                                                    |                                                         | 1.369                                                   | 1.369                                                   |
| 1871 | 1871                                                    |                                                         | 1.335                                                   | 1.335                                                   |
| 1875 | 1875                                                    |                                                         | 1.328                                                   | 1.328                                                   |
| 1885 | 1885                                                    |                                                         | 1.365                                                   | 1.365                                                   |
| 1895 | 1895                                                    |                                                         | 1.150                                                   | 1.150                                                   |
| 1905 | 1905                                                    |                                                         | 1.063                                                   | 1.063                                                   |
| 1910 | 1910                                                    |                                                         | 981                                                     | 981                                                     |
| 1925 | 1925                                                    |                                                         | 866                                                     | 866                                                     |
| 1939 | 1939                                                    |                                                         | 870                                                     | 870                                                     |
| 1946 | 1946                                                    |                                                         | 1.156                                                   | 1.156                                                   |
| 1950 | 1950                                                    |                                                         | 1.074                                                   | 1.074                                                   |
| 1956 | 1956                                                    |                                                         | 988                                                     | 988                                                     |
| 1961 | 1961                                                    |                                                         | 1.010                                                   | 1.010                                                   |
| 1967 | 1967                                                    |                                                         | 1.094                                                   | 1.094                                                   |
| 1970 | 1970                                                    |                                                         | 1.086                                                   | 1.086                                                   |
| 1980 | 1980                                                    |                                                         | ?                                                       | ?                                                       |
| 1990 | 1990                                                    |                                                         | ?                                                       | ?                                                       |
| 2005 | 2005                                                    |                                                         | 1.180                                                   | 1.180                                                   |
| 2011 | 2011                                                    |                                                         | 981                                                     | 981                                                     |
| 2015 | 2015                                                    |                                                         | 946                                                     | 946                                                     |
| 2020 | 2020                                                    |                                                         | 915                                                     | 915                                                     |
| 2023 | 2023                                                    |                                                         | 897                                                     | 897                                                     |
| Datenquelle: Historisches Gemeindeverzeichnis für Hessen: Die Bevölkerung der Gemeinden 1834 bis 1967. Wiesbaden: Hessisches Statistisches Landesamt, 1968. Weitere Quellen: LAGIS; nach 1970: Gemeinde Wald-Michelbach; Zensus 2011 |                                                         |                                                         |                                                         |                                                         |

## Politik

### Ortsbeirat
Für Schönmattenwag besteht ein Ortsbezirk (Gebiete der ehemaligen Gemeinde Ober-Schönmattenwag und Unter-Schönmattenwag) mit Ortsbeirat und Ortsvorsteher, nach Maßgabe der §§ 81 und 82 HGO und des Kommunalwahlgesetzes in der jeweils gültigen Fassung gebildet. Der Ortsbeirat besteht aus sieben Mitgliedern. Details siehe Politik Ober-Schönmattenwag.

## Wappen
Am 2. August 1967 wurde der Gemeinde Unter-Schönmattenwag ein Wappen mit folgender Blasonierung verliehen: In Rot unter dem silbernen Gemerke S W eine goldene fünfendige Hirschstange.

## Verkehr
Durch Unter-Schönmattenwag verläuft die Landesstraße L 3105 entlang des Ulfenbachs von Aschbach über Ober-Schönmattenwag im Norden kommend nach Heddesbach und Hirschhorn (Neckar) im Süden.

## Persönlichkeiten
- Georg Ganter (1885–1940), Internist, Oberarzt und Professor
- Jürgen Gerlach (* 1938), Politiker (Tierschutzpartei), wohnt vor Ort und saß von 1997 bis 2001 im Ortsbeirat